# Apache (musikgrupp)
Apache bildades som Stefan Sundströms kompband. Blev senare (med sångaren Magnus Carlson) Weeping Willows.

## Bandmedlemmar
- Ola Nyström - gitarr
- Stefan Axelsen - bas
- Anders Hernestam - trummor
- Mats Hedén - klaviatur